# Volo Lufthansa 181
Il volo Lufthansa 181 era un volo di linea passeggeri internazionale operato da Lufthansa con un Boeing 737-230C di nome "Landshut" (una città tedesca), dirottato il 13 ottobre 1977 da quattro membri del Fronte Popolare per la Liberazione della Palestina che formavano il "Commando Martyr Halima". L'obiettivo del dirottamento era ottenere il rilascio dei leader della Rote Armee Fraktion, rinchiusi nelle carceri tedesche.
Nelle prime ore del 18 ottobre, subito dopo la mezzanotte, il gruppo antiterrorismo della Germania Ovest, il GSG 9, sostenuto dalle forze armate somale, prese d'assalto l'aereo a Mogadiscio, in Somalia, blitz che si concluse con il salvataggio di 90 passeggeri. L'operazione di antiterrorismo aveva il nome in codice Feuerzauber (in tedesco "Fuoco Magico"). Il dirottamento è considerato parte dell'autunno tedesco.

## Equipaggio della Lufthansa
Due membri del personale di volo e tre di cabina erano a bordo del volo di andata e ritorno da Francoforte a Palma di Maiorca:
- Jürgen Schumann (37)

Comandante. Nato a Colditz nel 1940, ex pilota di Lockheed F-104 Starfighter della Luftwaffe. Il 16 ottobre, all'aeroporto di Aden, dopo aver ricevuto il permesso di lasciare l'aereo per verificarne l'idoneità, andò a parlare con le autorità aeroportuali yemenite. Successivamente risalì sull'aereo, per poi venire ucciso dal leader dei terroristi Zohair Akache. Insignito postumo della Croce al Merito Federale Tedesca di 1ª classe, gli sopravvissero la moglie e due figli. L'edificio che ospita la scuola di volo della Lufthansa di Brema venne rinominata in suo onore, così come una strada nella città bavarese di Landshut. È sepolto a Babenhausen, in Assia.
- Jürgen Vietor (35)

Primo ufficiale. Nato a Kassel nel 1942, ex pilota della Marina tedesca. Pilotò il Landshut da Aden a Mogadiscio. Tornò al lavoro appena sei settimane dopo il dirottamento e il primo aereo a cui venne assegnato fu proprio il Landshut, già riparato e rimesso in servizio. Si ritirò nel 1999. Era stato anche insignito della Croce al merito federale tedesca di 1ª classe come il comandante Schumann, ma successivamente la restituì nel dicembre 2008 per protesta contro il rilascio in libertà vigilata dell'ex terrorista della RAF Christian Klar, coinvolto nel rapimento e nell'omicidio di Hanns-Martin Schleyer nel 1977.
- Hannelore Piegler (33)

Capo assistente di volo. Era responsabile dell'equipaggio di cabina e serviva i passeggeri di prima classe. Successivamente pubblicò un libro sul dirottamento dal titolo "Cento ore tra paura e speranza".
- Anna-Maria Staringer (28)

Assistente di volo. Trascorse il suo 28º compleanno a bordo dell'aereo. Akache ordinò una torta di compleanno e champagne tramite la radio a Dubai. La ristorazione aeroportuale portò una torta con 28 candeline impreziosita dalla scritta "Buon compleanno Anna-Maria".
- Gabriele Dillmann (23)

Assistente di volo. La più giovane hostess a bordo, era stata soprannominata "l'angelo di Mogadiscio" (Engel von Mogadischu) dalla stampa tedesca. Come Schumann e Vietor fu insignita della Croce al merito federale tedesca. Successivamente sposò il pilota della Lufthansa Rüdeger von Lutzau. Come Gabriele von Lutzau, raggiunse una reputazione internazionale come scultrice (principalmente di figure in legno di faggio), esponendo le sue opere in numerose mostre in Germania e per tutta Europa.

## Elementi chiave del personale di soccorso della Germania Ovest
- Colonnello Ulrich Wegener (48)

Il percorso del volo dirottato

Ufficiale della Federal Border Protection (Bundesgrenzschutz) che aveva funto da ufficiale di collegamento con il Ministero degli interni della Germania Ovest al momento del massacro di Monaco di Baviera da parte di Settembre Nero durante i Giochi Olimpici del 1972. Successivamente fu richiamato per costituire e guidare una squadra anti-terrorismo d'élite. L'unità venne istituita ufficialmente il 17 aprile 1973 come parte del servizio di guardia di frontiera federale della Germania Ovest e denominata GSG-9, che sta per Grenzschutzgruppe 9 (Gruppo di protezione delle frontiere 9), poiché la Bundesgrenzschutz aveva già otto gruppi regolari di guardie di frontiera. Wegener era stato addestrato sia dallo Special Air Service britannica che dall'israeliano Sayeret Matkal, che all'epoca erano le uniche unità antiterrorismo stabilite nel mondo. Partecipò anche al salvataggio degli ostaggi israeliani nell'operazione Entebbe nel 1976. Wegener pianificò e comandò l'operazione del GSG 9 con successo, nome in codice Feuerzauber, per salvare gli ostaggi del Landshut a Mogadiscio. Dopo il suo ritiro dal GSG 9, Wegener lavorò come consulente per aiutare a creare unità antiterrorismo in vari paesi stranieri. Wegener era un membro del Comitato per la sicurezza della KÖTTER GmbH & Co. KG Verwaltungsdienstleistungen. Morì il 28 dicembre 2017.
- Maggiore Klaus Blatte (38)

Vice comandante del GSG-9 nel 1977 e uno dei quattro leader della squadra d'assalto che prese d'assalto il Landshut a Mogadiscio. Quando Wegener si ritirò, Blatte gli succedette come comandante.
- Ministro Hans-Jürgen Wischnewski (55)

Ministro di Stato presso la Cancelleria federale, designato dal Cancelliere Helmut Schmidt come suo inviato speciale per coordinare i negoziati politici con i vari governi stranieri per facilitare il rilascio o il salvataggio degli ostaggi del Landshut. Per via dei suoi ottimi contatti e rapporti personali con i leader arabi, fu soprannominato "Ben Wisch" dalla stampa tedesca. Perse il posto dopo che la CDU riprese il potere nel 1982, diventando un consulente itinerante per i paesi arabi, africani e sudamericani, consigliandoli su tecniche di negoziazione e politiche di pacificazione per affrontare i gruppi terroristici e ribelli. Morì nel 2005.
- Cancelliere Helmut Schmidt (59)

Cancelliere federale tedesco (Bundeskanzler) tra il 1974 e il 1982; prese una posizione dura e intransigente sul rapimento di Hanns-Martin Schleyer e sul dirottamento del Lufthansa 181 nel 1977. Autorizzò la missione del GSG-9 per salvare gli ostaggi del Landshut e le sue politiche antiterrorismo riuscirono a sconfiggere l'annosa minaccia rappresentata dalla Rote Armee Fraktion. Dopo essersi ritirato dal Bundestag nel 1986, contribuì a fondare il comitato che sostiene l'UEM e la creazione della Banca centrale europea. Morì nel 2015.

## Il dirottamento
Alle 11:00 di giovedì 13 ottobre 1977, il volo Lufthansa LH 181, un Boeing 737 di nome Landshut, decollò da Palma di Maiorca in rotta per Francoforte sul Meno con 86 passeggeri e cinque membri dell'equipaggio, pilotato dal comandante Jürgen Schumann e dal co-pilota Jürgen Vietor; quest'ultimo era ai comandi. Circa 30 minuti dopo, mentre stava sorvolando Marsiglia, l'aereo fu dirottato da quattro terroristi che si definivano "Commando Martyr Halima", in onore della militante Brigitte Kuhlmann, che era stata uccisa nell'Operazione Entebbe l'anno precedente, i quali si erano infiltrati tra i passeggeri. Il leader dei gruppo era il terrorista palestinese Zohair Youssif Akache (23 anni), che adottò lo pseudonimo di "Capitano Martyr Mahmud". Gli altri tre erano Suhaila Sayeh (24 anni, femmina), una palestinese, e due libanesi, Wabil Harb (23, maschio) e Hind Alameh (22, femmina). Akache ("Mahmud") irruppe nella cabina di pilotaggio, brandendo una pistola pronta al fuoco. Cacciò Vietor dal cockpit con la forza, mandandolo nell'area della classe economica, assieme ai passeggeri e agli assistenti di volo, e lasciando il solo Schumann ai comandi del Boeing. Mentre gli altri tre dirottatori rovesciavano i vassoi del cibo, ordinando agli ostaggi di alzare le mani, Mahmud costrinse il comandante Schumann a far rotta a est, verso Larnaca, a Cipro; ma gli fu detto che l'aereo non aveva abbastanza carburante e che avrebbe prima dovuto atterrare a Roma.

### Roma
L'aereo dirottato cambiò rotta intorno alle 14:30 (come notato dai controllori del traffico aereo ad Aix-en-Provence) atterrando all'aeroporto di Roma-Fiumicino alle 15:45 per il rifornimento di carburante. I dirottatori effettuarono le loro prime richieste, agendo in accordo con un gruppo della Rote Armee Fraktion, il Commando Siegfried Hausner, che aveva rapito l'industriale della Germania Ovest Hanns-Martin Schleyer cinque settimane prima: chiedevano il rilascio di dieci terroristi della RAF detenuti nella prigione di Stammheim, più due connazionali palestinesi detenuti in Turchia e 15 milioni di dollari. Il ministro dell'Interno della Germania Ovest Werner Maihofer contattò il suo omologo italiano Francesco Cossiga e suggerì di colpire gli pneumatici dell'aereo per impedirne il decollo. Dopo essersi consultato con i suoi colleghi, Cossiga decise che la soluzione migliore per il governo italiano era quella di sbarazzarsi del tutto del problema. L'aereo fu rifornito con ben 11 tonnellate di carburante, consentendo a Mahmud di ordinare a Vietor (che era stato autorizzato a rientrare nella cabina di pilotaggio a terra a Fiumicino su richiesta di Schumann) di decollare e far volare l'aereo a Larnaca alle 17:45 senza nemmeno ottenere l'autorizzazione dal controllo del traffico aereo di Roma.

### Larnaca
Il Landshut atterrò a Larnaca, Cipro, alle 20:28. Dopo circa un'ora, un rappresentante locale dell'OLP giunse all'aeroporto e per radio tentò di convincere Mahmud a liberare gli ostaggi. Ciò provocò solo una risposta furiosa da parte di Mahmud, che iniziò a urlargli contro in arabo finché il rappresentante non si arrese e se ne andò. L'aereo fu quindi nuovamente rifornito di carburante e Schumann chiese al controllo di volo un percorso per Beirut. Gli fu detto che l'aeroporto di Beirut era bloccato e chiuso per loro e Mahmud suggerì di dirigersi alla volta di Damasco, in Siria. Il Landshut decollò alle 22:50 diretto a Beirut, ma gli venne rifiutato il permesso di atterrare lì alle 23:01. Dopo che venne negato il permesso di atterraggio anche a Damasco alle 23:14, a Baghdad alle 00:13 e in Kuwait alle 00:58, si diresse verso il Bahrein.

### Bahrein
Schumann venne informato da un aereo della Qantas di passaggio che anche l'aeroporto del Bahrein era loro precluso. Schumann si mise in contatto radio con il controllo di volo e disse loro che non avevano carburante sufficiente per volare altrove e, nonostante gli fosse stato ripetuto che l'aeroporto era chiuso, gli venne data una frequenza di atterraggio automatica dal controllore di volo. L'aereo poté finalmente atterrare in Bahrein alle 01:52 del 14 ottobre. All'arrivo, l'aereo venne immediatamente circondato da truppe armate e Mahmud comunicò via radio alla torre che se i soldati non fossero stati ritirati entro breve avrebbe sparato al copilota. Dopo una situazione di stallo con la torre, con Mahmud che aveva fissato una scadenza di cinque minuti e puntava una pistola alla testa di Vietor, i soldati si ritirarono. L'aereo venne quindi rifornito di carburante decollando alla volta di Dubai alle 3:24 del mattino.

### Dubai
In avvicinamento a Dubai, al volo fu nuovamente negato il permesso di atterrare. Sorvolando l'aeroporto di Dubai alle prime luci dell'alba, i dirottatori e l'equipaggio poterono constatare che la pista era bloccata da camion e autopompe. A corto di carburante, Schumann contattò la torre di controllo per annunciare che avrebbero dovuto atterrare comunque. Mentre compivano un passaggio radente sopra l'aeroporto, videro che i veicoli venivano rimossi. Alle 05:40 ora locale (14 ottobre), i piloti effettuarono un atterraggio sulla pista principale dell'aeroporto. L'aereo si fermò nel parcheggio intorno alle 5:51.
A Dubai i terroristi chiesero alla torre di controllo di mandare del personale a svuotare i serbatoi dei servizi igienici, di portare cibo, acqua, medicine, giornali e di buttare via la spazzatura. Il capitano Schumann fu in grado di comunicare il numero di dirottatori a bordo, specificando che c'erano due dirottatori maschi e due donne. In un'intervista con i giornalisti, questa informazione venne rivelata dallo sceicco Mohammed di Dubai, allora ministro della Difesa. I dirottatori lo appresero, forse dalla radio, facendo sì che Mahmud minacciasse con rabbia la vita di Schumann per aver svelato il loro numero. L'aereo rimase parcheggiato sulla pista per tutto il 15 ottobre, durante il quale il 737 ebbe dei problemi tecnici con il generatore elettrico, l'aria condizionata e l'unità di potenza ausiliaria. I dirottatori dovettero chiedere ai tecnici di riparare l'aereo. La mattina di domenica 16 ottobre, Mahmud minacciò di iniziare a sparare agli ostaggi se l'aereo non fosse stato rifornito di carburante, e le autorità di Dubai alla fine dovettero cedere. Nel frattempo, sia Hans-Jürgen Wischnewski, il ministro della Germania Ovest responsabile della gestione del dirottamento, sia il colonnello Ulrich Wegener, comandante della squadra antiterroristica tedesca d'élite GSG 9, erano arrivati a Dubai per cercare di persuadere il governo ad accettare di lasciare che i Commando del GSG 9 dessero l'assalto. Tuttavia, dopo che fu concesso loro il permesso, gli operatori della SAS e del GSG 9 insistettero per compiere ulteriori esercitazioni di combattimento e corse su una pista di atterraggio adiacente. I rapporti suggeriscono che a Dubai vennero condotte fino a 45 ore di formazione (per un periodo di 80 ore). Mentre Wegener stava valutando le opzioni, gli arabi completarono il rifornimento al Landshut e i piloti accesero i motori iniziando la procedura di decollo. Alle 12:19 del 16 ottobre, il Boeing partì diretto a Salalah e Masirah in Oman, dove gli venne nuovamente negato il permesso di atterraggio ed entrambi gli aeroporti rimasero bloccati. Dopo che anche Riyadh chiuse e bloccò il proprio aeroporto alle 14:50 del 16 ottobre (tre giorni dopo l'inizio del dirottamento), fu impostata una rotta per Aden nello Yemen Meridionale, al limite del raggio di carburante dell'aereo.

### Aden
Avvicinandosi e sorvolando Aden, al volo venne nuovamente negato il permesso di atterrare, questa volta all'Aeroporto Internazionale di Aden, e le due piste principali furono bloccate da veicoli militari. L'aereo era pericolosamente a corto di carburante, ma le autorità aeroportuali di Aden si rifiutarono categoricamente di liberare le piste, lasciando al copilota Vietor poca scelta se non quella di effettuare un atterraggio d'emergenza su una striscia di sabbia approssimativamente parallela a entrambe le piste. L'aereo rimase in gran parte intatto al momento dell'atterraggio, ma quando le autorità di Aden ingiunsero ai dirottatori e ai piloti che avrebbero dovuto decollare di nuovo, i due piloti erano preoccupati per le condizioni dell'aereo dopo il suo brusco atterraggio su un terreno roccioso e sabbioso, ritenendo pericoloso decollare e far volare l'aereo senza che fosse effettuata un'accurata ispezione tecnica. Dopo che gli ingegneri affermarono che era tutto a posto, Mahmud diede al comandante Schumann il permesso di lasciare il 737 per controllare le condizioni del carrello d'atterraggio e dei motori. Entrambi i propulsori avevano risucchiato una copiosa quantità di sabbia e sporcizia alla massima spinta inversa ed erano intasati. Il carrello di atterraggio non era collassato, ma la sua struttura era indebolita e il suo meccanismo danneggiato. Schumann non tornò immediatamente sull'aereo dopo averlo ispezionato, nonostante le numerose chiamate dei dirottatori, che presto minacciarono di far saltare in aria il velivolo se non fosse tornato. Le ragioni della sua prolungata assenza rimangono ancora poco chiare. Alcuni rapporti, comprese le interviste con le autorità aeroportuali yemenite, implicano che Schumann avesse chiesto alle autorità di impedire il decollo del volo e di rifiutarsi di ottemperare alle richieste dei terroristi.
Successivamente, Schumann risalì sull'aereo per affrontare l'ira di Mahmud, che lo costrinse a inginocchiarsi sul pavimento della cabina passeggeri prima di giustiziarlo con un colpo alla testa, senza dargli la possibilità di spiegarsi. L'aereo dirottato venne rifornito di carburante alle 01:00 del 17 ottobre e alle 2:02, sotto il comando del solo Vietor, decollò pericolosamente e lentamente da Aden in rotta per la capitale somala di Mogadiscio.

### Mogadiscio
All'alba del 17 ottobre, intorno alle 06:34 ora locale, il Landshut effettuò un atterraggio da manuale e senza alcun preavviso all'aeroporto internazionale di Aden Adde a Mogadiscio. Il governo somalo aveva inizialmente rifiutato all'aereo il permesso di atterrare, ma cedette quando l'aereo apparve nello spazio aereo somalo, per paura di mettere in pericolo la vita dei passeggeri allontanando il Boeing. Il leader dei dirottatori disse a Vietor di essere rimasto molto impressionato dalle sue capacità sovrumane di decollo e che di conseguenza era libero di lasciare l'aereo e di fuggire, poiché il 737, danneggiato com'era, non era in grado di volare altrove, ma il copilota scelse di rimanere a bordo con gli 82 passeggeri e altri tre membri dell'equipaggio. Dopo che l'aereo parcheggiò di fronte al terminal principale dell'aeroporto venne circondato a distanza dalle truppe somale armate. Il cadavere di Schumann fu scaricato attraverso lo scivolo di evacuazione d'emergenza posteriore destro sull'asfalto, venendo poi raccolto e portato via in un'ambulanza. Durante la giornata i dirottatori pretesero cibo e droghe, inviate dopo il permesso concesso dai somali. A loro volta questi ultimi chiesero ai dirottatori di liberare le donne e i bambini in cambio dei rifornimenti, ma rifiutarono. I dirottatori fissarono una scadenza alle 16:00 per il rilascio dei prigionieri della RAF, o avrebbero fatto esplodere l'aereo. Dopo aver versato del liquore da duty-free shop sugli ostaggi in preparazione per la distruzione dell'aereo, ai dirottatori fu annunciato che il governo della Germania Ovest aveva accettato di rilasciare i prigionieri della RAF, ma che il loro trasferimento a Mogadiscio avrebbe richiesto diverse ore in più. Allora i dirottatori decisero di prorogare il termine alle 02:30 del mattino successivo (18 ottobre).

### Operazione Feuerzauber
Nel frattempo, mentre il cancelliere della Germania Ovest Helmut Schmidt tentava di negoziare un accordo con il presidente somalo Siad Barre, l'inviato speciale Hans-Jürgen Wischnewski e il comandante del GSG 9 Ulrich Wegener arrivarono all'aeroporto di Mogadiscio da Jeddah a bordo di un Boeing 707 della Lufthansa co-pilotato da Rüdiger von Lutzau (il fidanzato di Gabriele Dillmann, una degli assistenti di volo). Nella Germania Ovest una squadra di 30 operatori del GSG 9, guidati dal maggiore Klaus Blatte, si era radunata all'aeroporto di Hangelar vicino a Bonn, in attesa di istruzioni. Il commando partì lunedì mattina (17 ottobre) con un 707 dall'aeroporto di Colonia-Bonn in rotta per Gibuti, a breve distanza dalla Somalia, mentre Schmidt negoziava con i somali. Quando la squadra stava sorvolando l'Etiopia, si arrivò ad un accordo, dando il permesso di atterrare a Mogadiscio. L'aereo atterrò alle 20:00 ora locale con tutte le luci spente per evitare il rilevamento da parte dei dirottatori.
Dopo quattro ore, scaricando tutte le loro attrezzature e intraprendendo le necessarie ricognizioni, Wegener e Blatte ultimarono il piano d'assalto, il cui inizio era programmato intorno alle 02:00 ora locale. Decisero di avvicinarsi dalla parte posteriore dell'aereo, il suo punto cieco, in sei squadre, usando delle scale di alluminio verniciate di nero per accedere all'aereo attraverso i portelli di fuga sul fondo della fusoliera. Nel frattempo alcuni rappresentanti tedeschi nella torre di controllo dell'aeroporto fornivano a Mahmud un fittizio rapporto sullo stato di avanzamento del viaggio intrapreso dai prigionieri rilasciati. Subito dopo le 02:00, a Mahmud venne detto che l'aereo che trasportava i prigionieri era appena partito dal Cairo dopo il rifornimento di carburante e gli fu chiesto di fornire le condizioni per lo scambio di prigionieri/ostaggi via radio.
Essendo una task force, il GSG-9 faceva affidamento sulle loro controparti somale per mantenere la difesa a terra attorno all'aereo e le operazioni di inganno. Diversi minuti prima del salvataggio, i soldati somali accesero un fuoco a 60 metri di fronte al jet come tattica diversiva, spingendo Akache e due degli altri tre dirottatori a correre nella cabina di pilotaggio per osservare cosa stava succedendo, isolandoli dagli ostaggi nella zona passeggeri. Alle 02:07 ora locale, i commando tedeschi salirono silenziosamente le scale e aprirono le porte di emergenza. Wegener, a capo di un gruppo, aprì quella anteriore, e altri due gruppi, guidati dal sergente maggiore Dieter Fox e dal sergente Joachim Huemmer, presero d'assalto l'aereo utilizzando delle scale per salire sulle ali e aprire entrambe le porte di emergenza contemporaneamente.
Gridando in tedesco ai passeggeri e all'equipaggio di scendere a terra, i commando spararono e uccisero due dei terroristi (Wabil Harb e Hind Alameh) e ferirono Zohair Akache e Suhaila Sayeh. Akache morì ore dopo per le ferite riportate. Uno degli operatori rimase ferito dal fuoco di risposta dei terroristi. Tre passeggeri e un assistente di volo subirono delle ferite minori a causa del fuoco incrociato. Un passeggero statunitense a bordo dell'aereo descrisse così il salvataggio: "Ho visto la porta aperta e appare un uomo. La sua faccia era dipinta di nero e inizia a gridare in tedesco: «Siamo qui per salvarvi, scendete!» [Wir sind hier, um euch zu retten, runter!] e hanno iniziato a sparare".
Gli scivoli d'emergenza vennero aperti e ai passeggeri e all'equipaggio fu ordinato di evacuare rapidamente l'aereo. Alle 02:12 ora locale, appena cinque minuti dopo l'inizio dell'assalto, i commando comunicarono via radio: "Frühlingszeit! Frühlingszeit!" ("Primavera! Primavera!"), la parola in codice per comunicare il successo dell'operazione. Pochi istanti dopo venne inviato al cancelliere Schmidt a Bonn un messaggio radio: "Quattro avversari a terra, ostaggi liberi, quattro ostaggi lievemente feriti e un operatore lievemente ferito".
I soccorritori scortarono tutti gli 86 passeggeri in salvo, e poche ore dopo vennero tutti portati all'aeroporto di Colonia-Bonn, atterrando nel primo pomeriggio di martedì 18 ottobre accolti da eroi.

## Conseguenze
Alla notizia del salvataggio degli ostaggi seguì la morte (e presunto suicidio) nella prigione di Stuttgart-Stammheim dei membri della RAF Andreas Baader, Gudrun Ensslin e Jan-Carl Raspe. Anche il membro della RAF Irmgard Möller tentò- secondo la versione diffusa ufficialmente- il suicidio, ma sopravvisse. Mercoledì 19 ottobre, il corpo di Hanns-Martin Schleyer, rapito dalla RAF circa cinque settimane prima del dirottamento, venne trovato nel bagagliaio di un'auto in una strada laterale di Mulhouse: la RAF lo aveva ucciso a colpi di arma da fuoco dopo aver saputo della morte dei loro compagni imprigionati. Chiamarono il quotidiano francese Libération per annunciare la sua "esecuzione". Un successivo esame post-mortem indicò che era stato ucciso il giorno prima.
Dopo la crisi del Landshut, il governo tedesco dichiarò che non avrebbe mai più negoziato con i terroristi (come aveva fatto in precedenza con i dirottatori dei voli Lufthansa 649 e 615). Il cancelliere Helmut Schmidt fu ampiamente elogiato tra i paesi occidentali per la sua decisione di assaltare l'aereo per salvare gli ostaggi, sebbene alcuni criticassero l'atto di assunzione di rischi.
Le relazioni tra la Germania Ovest e la Somalia compirono dei notevoli passi avanti dopo il successo dell'operazione. Da quel momento in poi, Lufthansa servì tutti gli aerei della Somali Airlines, la compagnia di bandiera somala, che avevano come destinazione la Germania Ovest, mentre Francoforte divenne il nuovo hub di Somali Airlines per l'Europa. Il governo tedesco, in segno di gratitudine, concesse due prestiti multimilionari al governo somalo per aiutare lo sviluppo della pesca, dell'agricoltura e di altri settori del paese.

## L'aereo

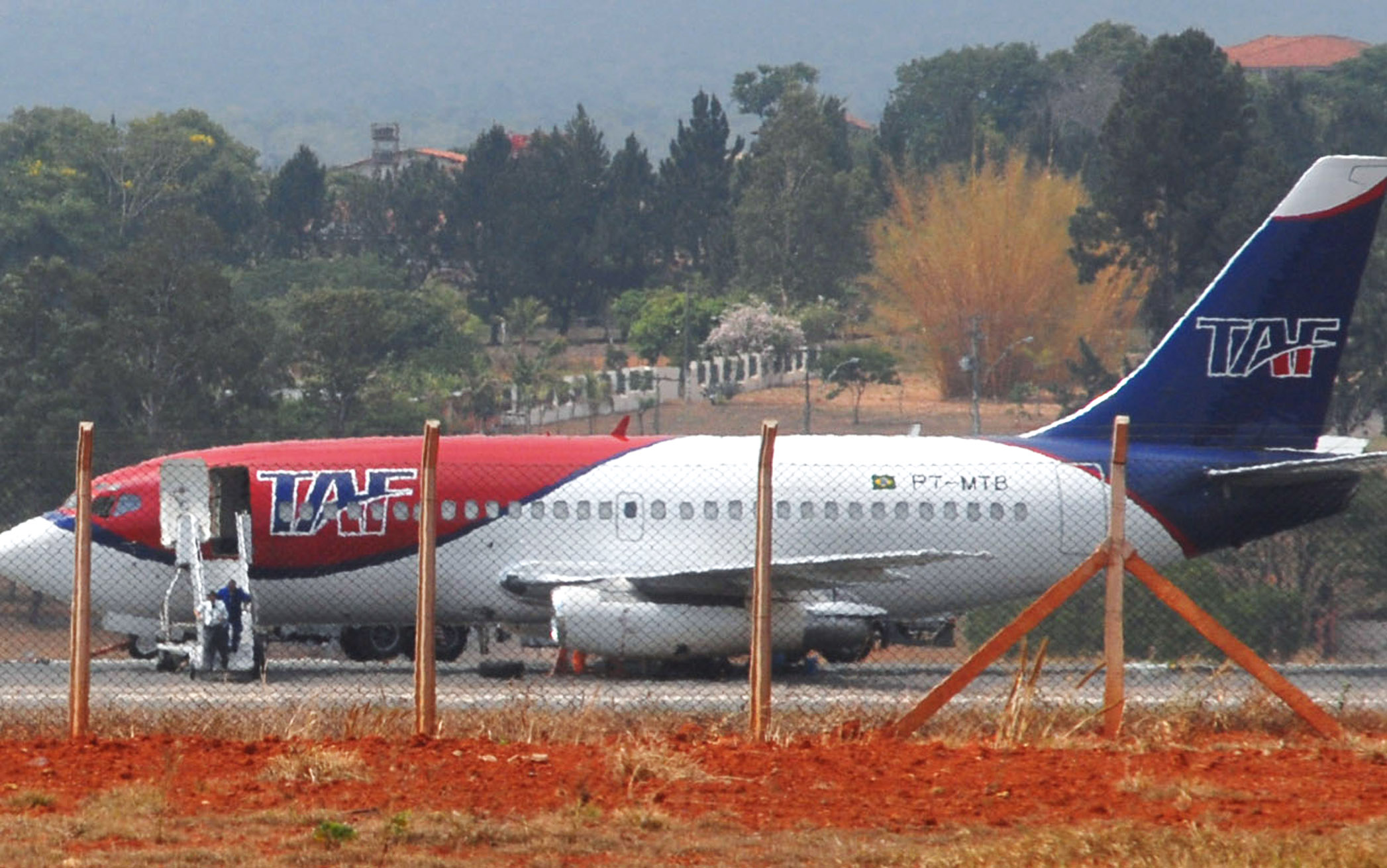
Registrato PT-MTB, l'aereo operava voli cargo per la compagnia brasiliana TAF Linhas Aéreas.

Originariamente costruito nel gennaio 1970, il Landshut era un Boeing 737-230C (numero di serie del produttore 20254, numero di linea Boeing 230, registrazione D-ABCE) con due motori Pratt & Whitney JT8D-9A e prendeva il nome della città di Landshut in Baviera. Mentre era sotto il controllo dei dirottatori, l'aereo percorse 10 000 chilometri (6 200 miglia). Dopo il salvataggio degli ostaggi, il velivolo, danneggiato, fu riportato in Germania, riparato e rimesso in servizio alla fine di novembre 1977. Continuò a volare per Lufthansa fino a settembre 1985 e fu venduto tre mesi dopo alla compagnia statunitense Presidential Airways. Successivamente passò di proprietà più volte fino ad arrivare a far parte della flotta della compagnia aerea brasiliana TAF Linhas Aéreas, che l'acquistò dalla Transmille Air Services di Kuala Lumpur. In base al contratto, TAF accettò di pagare 200 000 dollari come deposito di garanzia prima di ricevere l'aereo, più altri 149 250 un mese dopo la consegna e 32 rate da 135 000 dollari in seguito. La società brasiliana successivamente fallì e non fu più in grado di continuare a saldare il debito. TAF interruppe il servizio dell'aereo registrato come PT-MTB nel gennaio 2008, a causa dei gravi danni che lo avevano reso inabile al volo, e lo sistemò in un deposito all'aeroporto di Fortaleza, dove rimase per anni.
Il 14 agosto 2017, dopo che un certo signor Kurpjuweit chiese alla compagnia di trasporto Fraport di rottamare sette o più aerei abbandonati all'aeroporto, un gruppo di ex-piloti suggerì di riportare l'ormai iconico aereo in Germania. Successivamente, David Dornier, ex direttore del Museo Dornier, insieme al ministero degli Esteri tedesco, approvò il progetto. Informato delle intenzioni dei tedeschi, il signor Kurpjuweit aiutò il direttore del museo con un progetto di fattibilità che prevedeva il trasporto dell'aereo in un Antonov An-124 della Volga-Dnepr Airlines. Il 737 era stato acquistato dalla TAF per R$ 75 936 (€ 20 519) in un accordo con l'amministrazione dell'aeroporto di Fortaleza per il pagamento delle tasse. Il 15 agosto 2017, un MD-11F della Lufthansa Cargo (registrazione D-ALCC) fu inviato all'aeroporto con 8,5 tonnellate di attrezzature e 15 meccanici della Lufthansa Technik per smantellare il Boeing. Il 21 e 22 settembre 2017, un altro An-124 e un Ilyushin Il-76, sempre della Volga-Dnepr Airlines, arrivarono a Fortaleza. L'An-124 trasportò le ali e la fusoliera in Europa, mentre l'Il-76 caricò i motori e i sedili. Dopo una sosta di rifornimento a Capo Verde, entrambi arrivarono a Friedrichshafen il 23 settembre 2017, per un costo complessivo di 10 milioni di euro a carico del ministero degli Esteri. Parti e attrezzature più piccole vennero inviate in Germania in due container via nave. All'arrivo, le parti vennero presentate a circa 4000 persone durante un evento speciale. Il Landshut recuperato doveva essere restaurato ed esposto entro ottobre 2019.
L'aereo, smontato, fu poi immagazzinato in un hangar presso l'Airplus Maintenance GmbH a Friedrichshafen. Il progetto di restaurarlo ed esporlo nella sua livrea Lufthansa originale del 1977 non è mai stato portato a termine. I problemi di finanziamento e le domande sulle responsabilità concorrenti tra i ministeri ritardarono il progetto, così come l'incertezza di oltre 300 000 euro di costi annuali. Nel febbraio 2020 è stata respinta dal Ministero la proposta di trasferire le parti dell'aereo a Berlino-Tempelhof. Con il destino del 737 irrisolto e tre anni in un hangar, David Dornier si è dimesso nel settembre 2020 da direttore del museo venendo sostituito dall'avvocato Hans-Peter Rien. Lui e il ministro della Cultura Monika Grütters (CDU) non hanno mai concordato ulteriori finanziamenti e il progetto è stato sospeso.
Il governo federale ha esaminato se l'aereo potesse essere esposto nel Museo dell'aeronautica di Berlino-Gatow. I piani non incontrarono l'approvazione di storici ed esperti, a causa della sua posizione remota e della mancanza di collegamento tra l'esercito tedesco e il Landshut. I membri della CSU del consiglio comunale di Monaco proposero di portare l'aereo a Monaco, e venne presentata una domanda per vedere se l'aereo poteva essere esposto all'ex-aeroporto di Monaco-Riem, dove era stato battezzato il 7 agosto 1970 in un hangar alla presenza di una numerosa delegazione di Landshut. Dopo esattamente tre anni, i piani per esporre il 737 al Museo Dornier poterono effettivamente considerarsi terminati.

## Museo
Sono stati messi a disposizione 15 milioni di euro dal governo federale tedesco, nelle seguenti assegnazioni: 
- 7,5 milioni di euro: di questi 
  - 2,5 milioni alla manutenzione e restauro dell'aeromobile.
  - 2,5 milioni di euro: costruzione dell'hangar.
  - 1,5 milioni di euro: rifornimento di attrezzature tecniche.
  - 1,0 milioni di euro: implementazione del concetto di insegnamento.
- 7,5 milioni di euro: sussidio di funzionamento per il decennio, legato all'obbligo di limitare i biglietti d'ingresso ai musei a 5 euro a persona.

### Posizione
Il denaro è legato alla sede di Friedrichshafen, ma non ad altre. Tuttavia il Ministero della Cultura aveva qualche obiezione e rinviò la decisione finale al quartier generale della direzione della polizia federale a Sankt Augustin-Hangelar nella Renania Settentrionale-Vestfalia con il quartier generale delle forze speciali GSG-9.

## Nella cultura di massa
- La canzone 122 Hours of Fear degli Screamers, registrata nel 1978, è stata ispirata dal dirottamento.
- Le canzoni RAF di Brian Eno e Snatch (Judy Nylon/Patti Palladin) sono state create utilizzando elementi sonori di un messaggio di riscatto della Rote Armee disponibile tramite telefono pubblico al momento del dirottamento.
- Il dirottamento e l'operazione di salvataggio degli ostaggi sono stati descritti in due film televisivi tedeschi: Todesspiel (The Death Game) nel 1997[20] e Mogadischu, diretto da Roland Suso Richter, nel 2008.[21]
- Il dirottamento e il salvataggio sono stati descritti anche nella serie televisiva Black Ops, episodio 76 della seconda stagione, intitolata Operation Fire Magic.
- Il videogioco del 2015 Tom Clancy's Rainbow Six Siege usò il Lufthansa 181, insieme ad altre operazioni storiche di salvataggio degli ostaggi, come ispirazione per il gioco e come ricerca per rendere il gioco più accurato.[22]